# Ara el Bell

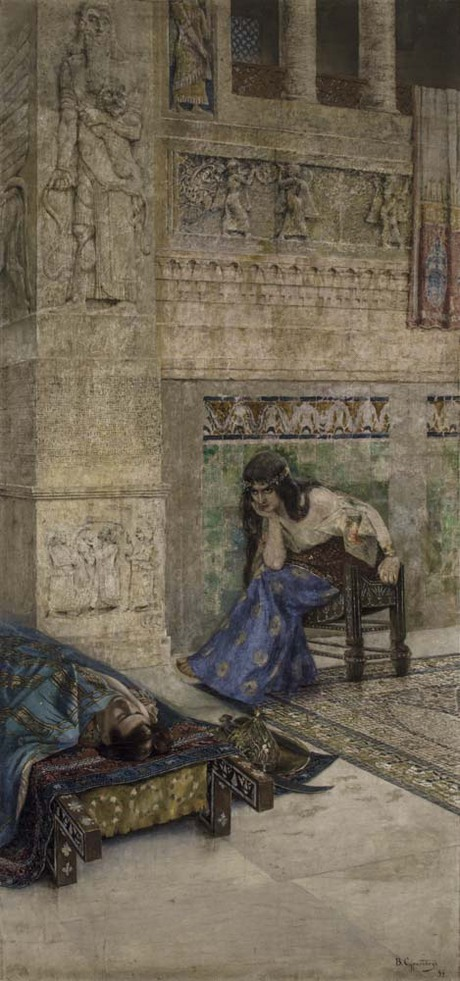
Semiramis mira el cos d'Ara. Pintura de Varkdes Sureniats.

Ara el Bell (armeni: Արա Գեղեցիկ Ara Geghetsik) és un patriarca armeni llegendari. A la mitologia armènia, Ara era un guerrer l'elegància i bellesa del qual van causar una proposta de casament de la reina Semíramis. Quan Ara va rebutjar Semíramis a causa del seu casament amb Nvard, Semíramis va enviar soldats per matar Ara i portar-li el seu cos, i un cop fet això ella fa pregar davant el cos d'Ara per la seva resurrecció. Ara era descendent de Haik.